# José Benetó Ferrús
José Benetó Ferrús, alcalde del PSOE de les primeres eleccions democràtiques de Castelló, Ribera Alta, quedant proclamat com a alcalde del Primer Ajuntament per eleccion lliure al peride 1979-1983 el 19 d'abril de 1979.
En les següents eleccions 1983-1987 sortiria elegit amb el 54,72% dels vots al PSOE davant del 14,32% dels vots a Alianza Popular (actual Partit Popular), el 8 de maig de 1983.
Durant les seves dues legislatures realitzar importants canvis, reformes culturals, socials i econòmiques al poble. Establir el nom del poble en valencià quedant com "Vila·Nova de Castelló", que anys més tard seria canviat per EUPV a l'actual Castelló.
José Benet Ferrús presidia el 1977 una comissió local del PSOE que apostava per la Transició i la Reforma política espanyola de 1977 on es reunien dirigents locals d'esquerres que anaven sortint de la clandestinitat.
Gràcies a la seva adhesió a la democràcia i la Constitució de 1978 va tenir un paper important en la llavors canviant política valenciana.
Va impulsar l'oprimida cultura i història valenciana amb els Jocs Florals, que van portar al poble de Castelló a importants autors com Vicent Andrés Estellés, Manuel Sanchis Guarner o autoritats polítiques com l'ex-alcalde socialista de Madrid, sociòleg i assagista, Enrique Tierno Galván.
Va lluitar a la Guerra Civil Espanyola a Infanteria de la Segona República Espanyola, dins de la secció de metralladores.